# Brezverstvo
Brezverstvo je odsotnost religioznosti oziroma veroizpovedi, brezbrižnost do religije ali sovraštvo do religije oziroma njenih ustanov.
Osebe pri katerih je odsotna religioznost lahko izpričujejo enega izmed naslednjih svetovnih nazorov: agnosticizem, ignosticizem, brezboštvo, religiozni skepticizem, svobodomiselnost, ne-vero. Kot brezverstvo lahko  označimo celo nekatere oblike vere v božanstvo, v nasprotju s prevladujočimi nazori v okolju. V 18. stoletju je bil v Evropi vzorec za brezverstvo deizem..
Sovražnost do religije ali njenih ustanov se izraža kot  antiteizem, antiklerikalizem and antireligiznost. 
Brezbrižnost do religije poimenujemo kot svetovni nazor apateizem. Odklonilno stališče do vere ali religioznosti je vsebina ateizma in posvetnega humanizma. 
Okoli šestina ali 16% svetovnega prebivalstva (1,1 milijarda ljudi) je brezverska .
V številnih deželah je brezverstvo prevladujoči religiozni nazor; v nekaterih drugih državah, kjer je prebivalstvo pretežno religiozno, pa delež oseb s svetovnim nazorom »brez vere« hitro narašča. Primer so ZDA   .